# AFI's 100 Years... 100 Movies
AFI's 100 Years... 100 Movies ("100 jaar... 100 films") is een lijst van de 100 beste Amerikaanse films zoals die is vastgesteld door het American Film Institute  (AFI).
De lijst is tot stand gekomen door een enquête onder meer dan 1500 artiesten en gezaghebbende mensen uit de filmindustrie. De lijst is bekendgemaakt in 1998, en was de eerste uit een reeks van AFI 100 Years....
De bekendmaking van de lijst, gepresenteerd door Jodie Foster, werd uitgezonden op televisie.

## Criteria
Films werden op de volgende criteria beoordeeld:
1. Lengte: De film moet minimaal een uur duren
2. Amerikaanse film: De film moet Engels gesproken zijn en Amerikaanse inbreng hebben.
3. Kritieke ontvangst: Formele aanbevelingen in de pers
4. Grote Prijs Winnaar: Erkenning door het winnen van prijzen zoals de Oscars
5. Populair over langere periode: Meegenomen worden ook de televisie-uitzendingen, verhuuropbrengsten en verkoop
6. Historisch belangrijk: De film heeft een stempel gedrukt op de ontwikkeling van de film door bijvoorbeeld de gebruikte techniek en andere innovaties
7. Culturele invloed: De film heeft een stempel gedrukt op de Amerikaanse samenleving in de zin van onder meer stijl.

## Kritiek
De lijst van mensen die gestemd hebben is niet openbaar gemaakt. Ook het uiteindelijke exacte aantal  uitgebrachte stemmen per film is onbekend.
Het criterium "Amerikaanse" film is ook een begrip dat ruim en arbitrair geïnterpreteerd kan worden. De film Lawrence of Arabia is bijvoorbeeld geregisseerd door een Brit, en in première gegaan in Londen. De film is toch opgenomen omdat de producer Amerikaan was. Hetzelfde gaat ongeveer op voor The Third Man. Beide films figureren ook op de lijst van beste Britse films zoals die is uitgebracht door de British Film Institute.
Latere lijsten uit de serie "AFI 100 jaar.." hebben het Amerikaanse criterium helemaal laten vallen.

## De films
1. Citizen Kane (1941)
2. Casablanca (1942)
3. The Godfather (1972)
4. Gone with the Wind (1939)
5. Lawrence of Arabia (1962)
6. The Wizard of Oz (1939)
7. The Graduate (1967)
8. On the Waterfront (1954)
9. Schindler's List (1993)
10. Singin' in the Rain (1952)
11. It's a Wonderful Life (1946)
12. Sunset Boulevard (1950)
13. The Bridge on the River Kwai (1957)
14. Some Like It Hot (1959)
15. Star Wars (1977)
16. All About Eve (1950)
17. The African Queen (1951)
18. Psycho (1960)
19. Chinatown (1974)
20. One Flew Over the Cuckoo's Nest (1975)
21. The Grapes of Wrath (1940)
22. 2001: A Space Odyssey (1968)
23. The Maltese Falcon (1941)
24. Raging Bull (1980)
25. E.T. the Extra-Terrestrial (1982)
26. Dr. Strangelove or: How I Learned to Stop Worrying and Love the Bomb (1964)
27. Bonnie and Clyde (1967)
28. Apocalypse Now (1979)
29. Mr. Smith Goes to Washington (1939)
30. The Treasure of the Sierra Madre (1948)
31. Annie Hall (1977)
32. The Godfather Part II (1974)
33. High Noon (1952)
34. To Kill a Mockingbird (1962)
35. It Happened One Night (1934)
36. Midnight Cowboy (1969)
37. The Best Years of Our Lives (1946)
38. Double Indemnity (1944)
39. Doctor Zhivago (1965)
40. North by Northwest (1959)
41. West Side Story (1961)
42. Rear Window (1954)
43. King Kong (1933)
44. The Birth of a Nation (1915)
45. A Streetcar Named Desire (1951)
46. A Clockwork Orange (1971)
47. Taxi Driver (1976)
48. Jaws (1975)
49. Snow White and the Seven Dwarfs (1937)
50. Butch Cassidy and the Sundance Kid (1969)
51. The Philadelphia Story (1940)
52. From Here to Eternity (1953)
53. Amadeus (1984)
54. All Quiet on the Western Front (1930)
55. The Sound of Music (1965)
56. M*A*S*H (1970)
57. The Third Man (1949)
58. Fantasia (1940)
59. Rebel Without a Cause (1955)
60. Raiders of the Lost Ark (1981)
61. Vertigo (1958)
62. Tootsie (1982)
63. Stagecoach (1939)
64. Close Encounters of the Third Kind (1977)
65. The Silence of the Lambs (1991)
66. Network (1976)
67. The Manchurian Candidate (1962)
68. An American in Paris (1951)
69. Shane (1953)
70. The French Connection (1971)
71. Forrest Gump (1994)
72. Ben-Hur (1959)
73. Wuthering Heights (1939)
74. The Gold Rush (1925)
75. Dances with Wolves (1990)
76. City Lights (1931)
77. American Graffiti (1973)
78. Rocky (1976)
79. The Deer Hunter (1978)
80. The Wild Bunch (1969)
81. Modern Times (1936)
82. Giant (1956)
83. Platoon (1986)
84. Fargo (1996)
85. Duck Soup (1933)
86. Mutiny on the Bounty (1935)
87. Frankenstein (1931)
88. Easy Rider (1969)
89. Patton (1970)
90. The Jazz Singer (1927)
91. My Fair Lady (1964)
92. A Place in the Sun (1951)
93. The Apartment (1960)
94. Goodfellas (1990)
95. Pulp Fiction (1994)
96. The Searchers (1956)
97. Bringing Up Baby (1938)
98. Unforgiven (1992)
99. Guess Who's Coming to Dinner (1967)
100. Yankee Doodle Dandy (1942)